# Lada Galina
Ganka Slavova Karanfilova (en búlgaro, Ганка Славова Каранфилова; 6 de febrero de 1934 – 31 de marzo de 2015), cuyo seudónimo era Lada Galina (en búlgaro: Лада Галина) fue una escritora búlgara.
Nació en Burgas y se formó allí, en Dimitrovgrad y en la Universidad de Sofía, donde estudió literatura búlgara. Empezó a trabajar en un diario local. Junto con el poeta Penyo Penev fundó una sociedad literaria. En 1987 participó en el Programa Internacional de Escritura en la Universidad de Iowa.
Su obra fue publicada por primera vez en las revistas literarias Literaturen front (de la cual más tarde sería editora) y Narodna mladezh. Fue editora de la revista Plamŭk y en la editorial del Consejo Central de Sindicatos Búlgaros. Fue también dramaturga para el teatro estatal de sátira.
Más tarde fue a Estados Unidos y fundó el Centro Búlgaro de Cultura y Educación en Washington. Falleció en un centro de rehabilitación en Washington debido a las complicaciones que siguieron a un accidente cerebrovascular a la edad de 81 años.

## Obra seleccionada
- Drugijat brjag na zaliva (1963)
- Aerogara (1965)
- Tsvetut na izvorite novela (1966)